# Rampur Baghelan
Rampur Baghelan là một thị xã và là một nagar panchayat của quận Satna thuộc bang Madhya Pradesh, Ấn Độ.

## Nhân khẩu
Theo điều tra dân số năm 2001 của Ấn Độ, Rampur Baghelan có dân số 11.315 người. Phái nam chiếm 52% tổng số dân và phái nữ chiếm 48%. Rampur Baghelan có tỷ lệ 61% biết đọc biết viết, cao hơn tỷ lệ trung bình toàn quốc là 59,5%: tỷ lệ cho phái nam là 70%, và tỷ lệ cho phái nữ là 51%. Tại Rampur Baghelan, 18% dân số nhỏ hơn 6 tuổi.